# Bispebjerg

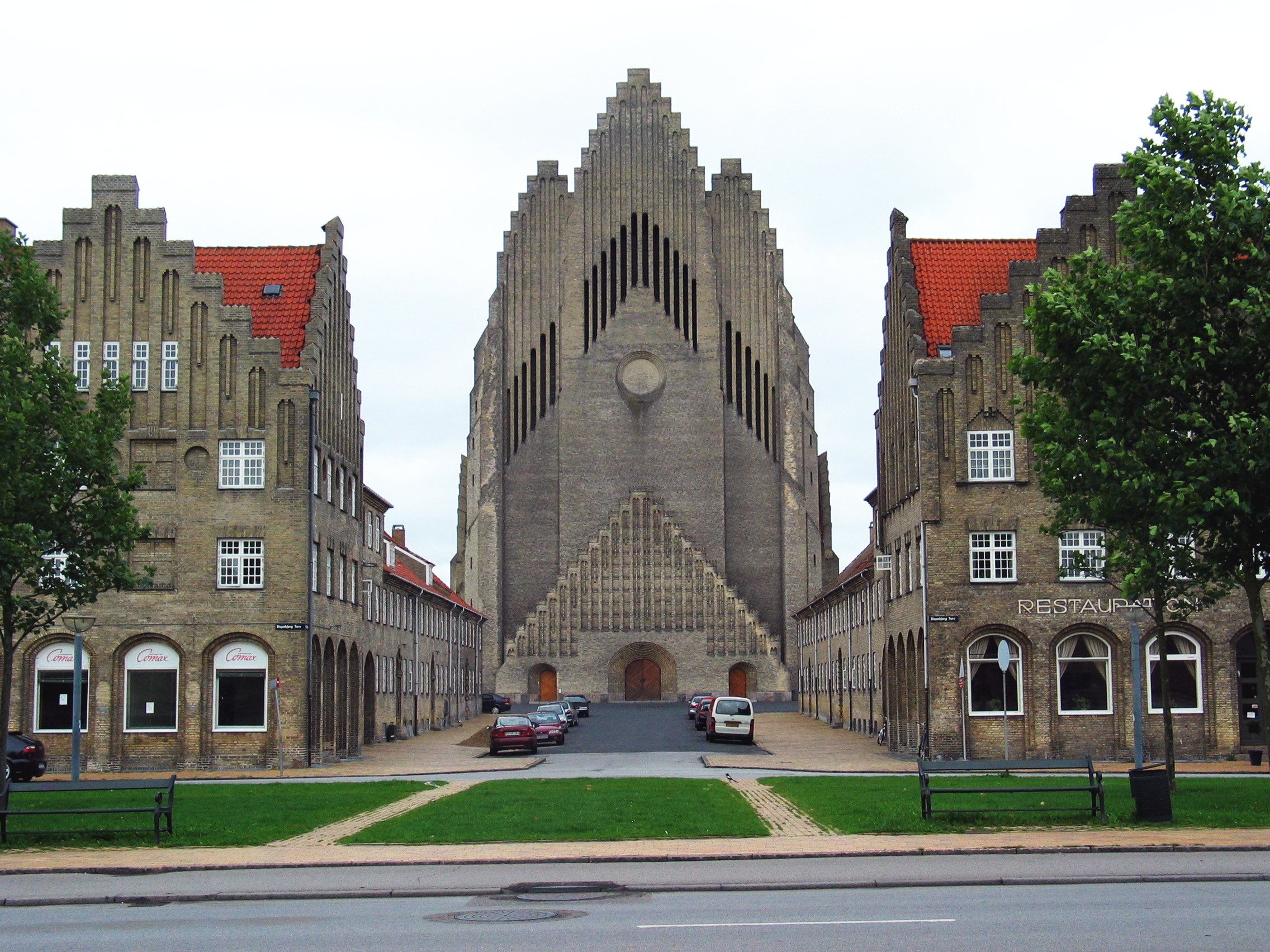
L'église de Grundtvig, située dans le district de Bispebjerg.

Carte des quartiers administratifs de Copenhague:
A: Indre By
B: Østerbro
C: Nørrebro
D: Bispebjerg
E: Brønshøj-Husum
F: Vanløse
G: Valby
H: Vesterbro/Kongens Enghave
I: Amager Vest
J: Amager Øst

Bispebjerg est un quartier de Copenhague, la capitale et la plus grande ville du Danemark. Il est situé au nord de la municipalité de Copenhague. C'est l'une des 10 quartiers administratifs de la ville de Copenhague. 
Il constitue la limite nord de la municipalité de Copenhague. Son étendue est de 5,39 km², sa population de 40 033 habitants et sa densité de population de 7 389 personnes par km² (2006). Bispebjerg est lui-même divisé en quatre quartiers.
Les districts voisins de Bispebjerg sont :
- à l'est se trouve Ydre Østerbro.
- au nord Gentofte, qui ne fait pas partie de la municipalité de Copenhague.
- à l'est Brønshøj-Husum.
- au sud-ouest Vanløse.
- au sud de la municipalité de Frederiksberg, qui ne fait partie de la municipalité de Copenhague mais est plutôt enclavée par elle.